# FC Solyaris Moscú
El Solyaris Moscú es un club de fútbol ruso de la ciudad de Moscú. Fue fundado en 2014 y actualmente juega en la Segunda División de Rusia.

## Entrenadores
- Mikhail Murashov (2014)
- Serguéi Shústikov (2014-15)
- Andréi Kanchelskis (2016)
- Yevgeni Kharlachyov (2016)
- Vladímir Máminov (2016-)